# Месть простофиль
«Месть простофиль» (в ряде версий — «Фальшивомонетчики Парижа», «Король фальшивомонетчиков», фр. Le cave se rebiffe) — фильм, кинокомедия режиссёра Жиля Гранжье. Совместное производство Италии и Франции, 1961 год. Экранизация второго романа Альбера Симонена из трилогии о Максе-«Лжеце» (первая адаптация для кино — «Не тронь добычу», 1951 год, третья — «Дядюшки-гангстеры», 1963 год). В романе персонаж Макс-«Лжец» играет второстепенную роль, но в картине он под именем Фердинанда Маришаля стал ключевой фигурой. Фильм не получил одобрения критиков, но имел огромный успех у публики: его посмотрели почти три миллиона зрителей. В 1996 году лента была колоризирована и неоднократно с успехом демонстрировалась по национальному телевидению Франции.

## Сюжет
Группа мошенников средней руки узнаёт, что арестован босс одной из банд фальшивомонетчиков. Его гравёр Робер Медо (Биро), великолепный мастер изготовления клише, остался на свободе и без хозяина. Соланж — жена Робера, является любовницей инициатора аферы Эрика Массона (Виллар). Через неё мошенники хотят манипулировать мужем. Шарли Лепика (Блие), главный в квартете, понимает, что у них недостаточно опыта в изготовлении поддельных банкнотов. Он отправляется в Южную Америку, где в одной из стран живёт ушедший на покой король фальшивомонетчиков Фердино Маришаль по кличке «Папаша» (Габен). Маришаль сначала отказывает Лепика, но на следующие сутки вылетает во Францию. Информация об этом тут же поступает в криминальную полицию Парижа. От трапа самолёта за ним устанавливается плотная слежка, от которой ему удаётся скрыться уже на следующее утро.
«Папаша» начинает подготовку к операции. Не скупясь, он покупает целую типографию, восстанавливает старые связи по поставке специальной бумаги и обмену поддельных купюр на настоящие. На каждом этапе подготовки остальные подельщики пытаются завысить тираж, чтобы увеличить свою долю в наживе. Но все сторонние участники криминальной цепочки привыкли работать только с Маришалем. Шайка устраивает так, что оставшийся без работы гравёр Робер на чрезвычайно выгодных условиях нанимается на работу именно в типографию, купленную «Папашей». Тот быстро очаровывает молодого человека своей природной харизмой. Уже через неделю Медо готов выполнить любой приказ Маришаля. Попытки компаньонов завысить тираж очень быстро становятся известны «королю фальшивомонетчиков» и он решает проучить их. Робер, поставленный в известность «Папашей» об измене своей жены, начинает изготовление купюр на несколько часов раньше, о чём оповещены Лепика и Массон. В результате, когда все собираются в типографии, они обнаруживают там лишь остывшие станки и некачественную бумагу, закупленную Массоном для дополнительной серии. Это даёт повод «Папаше» обвинить партнёров в нечестной игре. Возмущённый он покидает типографию, а через час с чемоданом уже настоящих долларов встречается с Робером Медо в самолёте, улетающем в Лиссабон.

## В ролях
- Жан Габен — Фердинанд Маришаль, по кличке «Папаша»
- Бернар Блие — Шарли Лепика
- Жинетт Леклерк — Лиа Лепика, его жена
- Биро — Робер Медо, гравёр
- Мартин Кароль — Соланж Медо, его жена
- Франк Виллар — Эрик Массон

## Художественные особенности и критика
По мнению обозревателя Le Monde по форме картина является детективной комедией, но это лишь форма. Всё меняют диалоги Мишеля Одиара, они смещают сюжет в сторону откровенной пародии. А Габен и Блие своим молчанием и недосказанностью иногда полностью меняют смысл произнесённого, достигая этим высшего комического эффекта. Второстепенные персонажи также хороши. «Месть простофиль» — фильм, который всегда приятно смотреть.

## Дополнительная информация
- Жан Габен в силу достаточно почтенного возраста не пожелал покинуть свою резиденцию в Нормандии. При заявлении студии о необходимости снять ряд сцен в Южной Америке он пригрозил покинуть проект. В результате, съемки сцен на южноамериканской фазенде «Папаши» происходили на севере Франции с использованием бутафорских растений.
- Персонаж Блие Шарли Лепика, по отзывам критиков, вышел несколько «дряблым», но получил своё великолепное и органичное развитие в образе Рауля Вольфони в фильме «Дядюшки-гангстеры» (1963 год). Картина стала последней из семи, где Габен и Блие снимались вместе[1].